# Super 8 (Film)
Super 8 ist ein US-amerikanischer Science-Fiction-Film aus dem Jahr 2011 mit Joel Courtney, Elle Fanning und Kyle Chandler in den Hauptrollen. Regie führte J. J. Abrams, der auch das Drehbuch schrieb. Produziert wurde der Film von Steven Spielberg, Abrams und Bryan Burk. Der Film lief ab dem 10. Juni 2011 in den Kinos der Vereinigten Staaten, in Deutschland war er ab dem 4. August, in Österreich erstmals tags darauf zu sehen.

## Handlung
Im Jahr 1979 dreht eine Gruppe von Teenagern in der fiktiven Kleinstadt Lillian, Ohio, einen Zombie-Kriminalfilm mit einer Super-8-Kamera. Beim nächtlichen Dreh einer Szene am Bahnhof werden sie Zeugen eines Zugunglücks. Ein durchfahrender Zug entgleist, als ein Pick-up auf die Gleise fährt und mit dem Zug kollidiert. Die Teenager entgehen dem Unglück nur knapp. Der Fahrer des Pick-ups entpuppt sich als Dr. Woodward, der Biologielehrer der örtlichen Mittelschule, der schwer verletzt überlebt. Er warnt die Kinder, nichts von ihrer Anwesenheit bei dem Unglück zu erzählen und den Unglücksort sofort zu verlassen. Beim Verlassen des Unglücksortes nehmen sie die Kamera mit, die den Ablauf des Unglücks gefilmt hatte. Außerdem nimmt Joe einen der unzähligen an der Unglücksstelle liegenden Metallwürfel an sich.
Während sie auf die Entwicklung des Films warten müssen, finden die Teenager heraus, dass der Zug der US Air Force gehört hat. Das Militär sperrt den Unglücksort ab und sammelt die verstreut liegenden Metallwürfel ein. Außerdem durchkämmen sie die Stadt, ohne dass die Einwohner merken, wonach sie suchen. Nach dem Unglück passieren im Ort merkwürdige Dinge. Sämtliche Hunde fliehen aus der Stadt, zahlreiche Elektrobauteile aus Strommasten, Lichtmaschinen und Motoren wie auch andere Geräte verschwinden. Joes Metallwürfel entwickelt ein Eigenleben und macht sich plötzlich selbstständig, durchschlägt eine Hauswand und wird vom örtlichen Wasserturm angezogen. Schließlich verschwinden auch Menschen, neben dem Sheriff der Stadt auch Alice, die in dem Film der Teenager die weibliche Hauptrolle gespielt hatte und in die sich Joe während der Dreharbeiten zuvor verliebt hat. Joes Vater, der Hilfssheriff der Stadt ist, versucht in Abwesenheit des verschwundenen Sheriffs die mysteriösen Vorgänge aufzuklären.
Das Militär inszeniert einen Flächenbrand und evakuiert unter diesem Vorwand die Stadt. Die Teenager entdecken auf dem entwickelten Super-8-Film, dass bei dem Zugunglück eine riesenhafte Kreatur aus dem Zug geklettert ist. Auf der Suche nach ihrer Freundin Alice fahren sie zurück in die evakuierte Stadt zur Schule, um etwas über ihren Biologielehrer herauszufinden. Dieser hatte bis 1963 an militärischen Forschungen der Air Force an einem außerirdischen Wesen teilgenommen, das offenbar von der Erde fliehen möchte. Wegen der an ihm durchgeführten Experimente hat es mittlerweile einen Hass auf die Menschen entwickelt. Dr. Woodward kam während der Forschungsarbeiten mit dem Wesen in Berührung und erkannte dadurch die friedliche Intention des Wesens. Offenbar wollte Dr. Woodward mit dem Zugunglück der Kreatur ermöglichen, aus dem Militärzug zu fliehen und nach Hause zurückzukehren. Nach dieser Erkenntnis werden die Jungen vom Militär wegen des unerlaubten Wiederbetretens der Stadt festgenommen und mit einem Militärbus abtransportiert. Auf der Fahrt aus der Stadt wird der Militärbus von der Kreatur angegriffen, die Teenager können jedoch gerade noch entkommen, während die Soldaten im Bus getötet werden.
Die Teenager kehren erneut in die durch das Militär besetzte Stadt zurück. Sie wollen auf dem Friedhof nach dem außerirdischen Wesen und ihrer Freundin Alice suchen, denn Joe hat das Wesen zwei Nächte zuvor dort graben sehen. Die Stadt Lillian ist inzwischen ein riesiges Schlachtfeld. Die Air Force hat die Kontrolle über die Stadt übernommen und will mit allen zur Verfügung stehenden Mitteln gegen das Wesen vorgehen. Die eingesetzten Waffen geraten jedoch außer Kontrolle. Auf dem Friedhof der Stadt entdecken Cary und Joe unterhalb einer Garage eine tiefe Aushöhlung. Hier finden sie die bewusstlose Alice, die wie mehrere andere von der Kreatur in eine Art Komazustand versetzt wurde. Sie erkennen, dass der Außerirdische aus den verschwundenen Metallgegenständen eine Maschine gebaut hat.
Nach einem explosiven Ablenkungsmanöver können Cary und Joe Alice aus ihrem Zustand aufwecken und befreien. Gemeinsam mit dem ebenfalls wieder erwachten Sheriff und einer Frau wollen sie aus dem Höhlensystem unter dem Friedhof fliehen. Das gelingt nicht. Die Kreatur verfolgt sie und treibt sie in eine Sackgasse. Erst als Joe auf sie einredet und ihr erklärt, dass er nicht gegen sie ist, lässt die Kreatur von ihnen ab.
Anschließend springt die von der Kreatur entworfene Maschine an. Wie von einem riesigen Elektromagneten werden alle Metallgegenstände, unter anderem auch die Metallwürfel, zu dem mit dem Magneten verbundenen Wasserturm hingezogen. Durch die Maschine werden die Metallwürfel zu einem Raumschiff zusammengesetzt und mit diesem verlässt die Kreatur die Erde.
Im Abspann wird der fertige Super-8-Film der Teenager gezeigt. Auch die Szene, die sie unmittelbar vor dem Zugunglück gedreht hatten, wurde dabei übernommen.

## Produktion
Abrams und Spielberg arbeiteten zusammen an der Handlung des Films. Zuerst wurde berichtet, dass Super 8 entweder eine Fortsetzung oder ein Prequel zum Film Cloverfield sei, doch dies wurde von Abrams schnell dementiert. Die Dreharbeiten begannen im Herbst 2010. Ein erster Teaser wurde im April desselben Jahres eigenständig gedreht. Es war die erste Zusammenarbeit von Abrams, Amblin Entertainment, Bad Robot Productions und Paramount Pictures, die Dreharbeiten fanden in Weirton, West Virginia von September bis Oktober 2010 statt.
Bei Produktionskosten von etwa 50 Millionen US-Dollar wurden weltweit ca. 260 Millionen US-Dollar eingespielt. Dabei wurden am Eröffnungswochenende 12,2 Millionen US-Dollar und in den USA insgesamt 127 Millionen US-Dollar eingenommen. Außerhalb der USA wurden etwa 133 Millionen US-Dollar eingespielt.

## Synchronisation
Die deutsche Synchronisation übernahm die Scalamedia GmbH unter der Dialogregie von Björn Schalla, der auch zusammen mit Tobias Müller das Dialogbuch schrieb.
| Rolle                     | Schauspieler      | Synchronsprecher      |
| ------------------------- | ----------------- | --------------------- |
| Joe Lamb                  | Joel Courtney     | Kai Gies              |
| Alice Dainard             | Elle Fanning      | Friedel Morgenstern   |
| Hilfssheriff Jackson Lamb | Kyle Chandler     | Thomas Nero Wolff     |
| Martin                    | Gabriel Basso     | Sebastian Kluckert    |
| Colonel Nelec             | Noah Emmerich     | Tobias Meister        |
| Louis Dainard             | Ron Eldard        | Michael Deffert       |
| Charles Kaznyk            | Riley Griffiths   | Oscar Räuker          |
| Cary                      | Ryan Lee          | Hans-Christian Straka |
| Preston                   | Zach Mills        | Salvadore-Hugo Garth  |
| Cooper                    | Bruce Greenwood   | Oliver Stritzel       |
| Jen Kaznyk                | Amanda Michalka   | Victoria Frenz        |
| Dr. Woodward              | Glynn Turman      | Axel Lutter           |
| Deputy Rosko              | Michael Hitchcock | Bernd Vollbrecht      |
| Donny                     | David Gallagher   | Till Völger           |
| Sheriff Pruitt            | Brett Rice        | Uli Krohm             |
| Breen                     | Beau Knapp        | Tobias Müller         |
| Izzy                      | Dan Castellaneta  | Christian Gaul        |

## Veröffentlichung und Kritiken
Der Film feierte am 9. Juni 2011 Premiere in Australien, Hongkong, Singapur, Thailand und der Ukraine und lief einen Tag später in den Vereinigten Staaten an.
Von über 260 ausgewerteten Kritiken der Rezensionssammlung Rotten Tomatoes erhielt der Film 82 % positive Bewertungen mit durchschnittlich 7,4 von 10 Punkten.
Jamie Graham vom britischen Magazin Total Film gab dem Film fünf Sterne: „Wie Spielberg hat Abrams ein Auge für Ehrfurcht, sein geschicktes Arrangement unauslöschlicher Bilder – ein Panzer der durch einen Kinderspielplatz rollt, eine handlungszentrale Landmarke, eingerahmt in der Distanz durch ein schmales Loch in einer Schlafzimmerwand – kennzeichnen ihn als einen geborenen Geschichtenerzähler“. Richard Corliss vom Time-Magazin schrieb eine ähnlich positive Kritik und nannte ihn „den spannendsten, mitfühlendsten Mainstream-Film des Jahres.“ Ulrike Schröder von der Zeitschrift Cinema gab dem Film die Bestnote und bezeichnete ihn als „modernen Klassiker“. Er erinnere an Spielberg-Filme wie ‚E.T. – Der Außerirdische‘, sei hochspannend und setze auf Witz und Schreckeffekte.

„Liebevolle, auch autobiografische Hommage an das Genrekino der späten 1970er- und 1980er-Jahre, die durch eine sorgfältige Gestaltung besticht und eine Lanze für ein Kino bricht, das eine Balance zwischen schauträchtigem Spektakel und emotional berührender Erzählung findet.“

„Vielleicht ist es bei so viel Retro-Seligkeit nur folgerichtig, dass ‚Super 8‘ ein Thriller ist, dem der Thrill, die Spannung, in weiten Teilen abgeht – er will die Gemüter ja streicheln, nicht aufrütteln. Zudem kommt die in Serien wie ‚Lost‘ und Filmen wie ‚Cloverfield‘ zum Markenzeichen erhobene Stärke Abrams’, Mysterien bis zum Gehtnichtmehr auszureizen, hier nicht zum Tragen. Allzu brav folgt er dem Gesetz des Alienfilm-Genres, demzufolge das Monster am Ende eben enttarnt und gezeigt werden muss. Wie grandios wäre ‚Super 8‘ vielleicht geworden, hätte sich Abrams in diesem Punkt getraut, seiner eigenen Stimme mehr zu vertrauen.“

Die deutschsprachige Free-TV-Premiere des Films fand am 24. August 2013 um 20:15 auf ORF eins und Sat.1 statt.